# Llista de monuments d'Igualada
Llista de monuments d'Igualada inclosos en l'Inventari del Patrimoni Arquitectònic Català per al municipi d'Igualada (Anoia). Inclou els inscrits en el Registre de Béns Culturals d'Interès Nacional (BCIN) amb la classificació de monuments històrics, els Béns Culturals d'Interès Local (BCIL) de caràcter immoble i la resta de béns arquitectònics integrants del patrimoni cultural català.
| Monument                                                                                              | Protecció       | Estil/època                                                      | Localització                                                       | Coordenades                                          | Codi?         | Imatge |
| --- | --------------- | ---------------------------------------------------------------- | ------------------------------------------------------------------ | ---------------------------------------------------- | ------------- | --- |
| Església de Sant Jaume Sesoliveres                                                                    | BCIN 139-MH     | Romànic XI                                                       | Igualada C. de l'Ermita, 3                                         | 41° 35′ 13″ N, 1° 35′ 11″ E / 41.586842°N,1.586347°E | RI-51-0004168 | Església de Sant Jaume Sesoliveres (Igualada) · Vegeu més fotos d'aquest monument · Carregueu una nova foto d'aquest monument                  |
| Recinte emmurallat, Muralles d'Igualada, portal d'en Vives i portal de la Font Major                  | BCIN 943-MH     | XV                                                               | Igualada Pg. de les Cabres                                         | 41° 34′ 40″ N, 1° 37′ 03″ E / 41.577854°N,1.617522°E | RI-51-0005505 | Recinte emmurallat (Igualada) · Vegeu més fotos d'aquest monument · Carregueu una nova foto d'aquest monument                                  |
| Església de Santa Maria                                                                               | BCIN 1854-MH-EN | Renaixement, gòtic tardà, barroc XVII, XIV, XVIII                | Igualada Pl. Santa Maria, 8                                        | 41° 34′ 43″ N, 1° 37′ 05″ E / 41.578747°N,1.618048°E | RI-51-0006924 | Església de Santa Maria (Igualada) · Vegeu més fotos d'aquest monument · Carregueu una nova foto d'aquest monument                             |
| Igualadina Cotonera                                                                                   | BCIN 3869-MH-EN | XIX                                                              | Igualada C. Joan Godó                                              | 41° 34′ 44″ N, 1° 36′ 38″ E / 41.578785°N,1.610438°E | RI-51-0011591 | Igualadina Cotonera (Igualada) · Vegeu més fotos d'aquest monument · Carregueu una nova foto d'aquest monument                                 |
| Parc del Cementiri d'Igualada, Nou Cementiri municipal d'Igualada                                     | BCIN 4522-MH-EN | Darreres tendències 1985-1994                                    | Igualada C. Països Baixos, 22                                      | 41° 35′ 33″ N, 1° 38′ 14″ E / 41.592482°N,1.637139°E | IPA-6720      | Parc del Cementiri d'Igualad · Vegeu més fotos d'aquest monument · Carregueu una nova foto d'aquest monument                                   |
| Plaça de l'Ajuntament                                                                                 | BCIL 2005       | XIV-XV, XX                                                       | Igualada Pl. de l'Ajuntament                                       | 41° 34′ 43″ N, 1° 37′ 02″ E / 41.578669°N,1.617278°E | IPA-5646      | Plaça de l'Ajuntament (Igualada) · Vegeu més fotos d'aquest monument · Carregueu una nova foto d'aquest monument                               |
| Ajuntament d'Igualada                                                                                 | BCIL 2005       | Neoclassicisme-romàntic XIX                                      | Igualada Pl. de l'Ajuntament, 1                                    | 41° 34′ 43″ N, 1° 37′ 04″ E / 41.578689°N,1.617645°E | IPA-5647      | Ajuntament (Igualada) · Vegeu més fotos d'aquest monument · Carregueu una nova foto d'aquest monument                                          |
| Cal Maurici de la plaça de l'Ajuntament                                                               |                 | Modernisme XIX Final                                             | Igualada Pl. de l'Ajuntament, 6                                    | 41° 34′ 44″ N, 1° 37′ 02″ E / 41.578862°N,1.617218°E | IPA-5648      | Cal Maurici de la plaça de l'Ajuntament (Igualada) · Vegeu més fotos d'aquest monument · Carregueu una nova foto d'aquest monument             |
| Can Rovira o dels Rovires                                                                             | BCIL 2005       | Obra popular, barroc                                             | Igualada Pl. de l'Ajuntament, 8 - c. Nou, 30-32                    | 41° 34′ 44″ N, 1° 37′ 02″ E / 41.578794°N,1.617085°E | IPA-5649      | Can Rovira (Igualada) · Vegeu més fotos d'aquest monument · Carregueu una nova foto d'aquest monument                                          |
| Cal Pericales, Cal Gabarró, Cal Puig de la Plaça, edifici d'habitatges a la plaça de l'Ajuntament, 10 | BCIL 2005       | Obra popular, barroc XIX                                         | Igualada Pl. de l'Ajuntament, 10                                   | 41° 34′ 43″ N, 1° 37′ 01″ E / 41.578731°N,1.616929°E | IPA-5650      | Cal Pericales (Igualada) · Vegeu més fotos d'aquest monument · Carregueu una nova foto d'aquest monument                                       |
| Cal Roure                                                                                             |                 | Obra popular, barroc XX                                          | Igualada Pl. de l'Ajuntament, 11                                   | 41° 34′ 43″ N, 1° 37′ 01″ E / 41.578638°N,1.616908°E | IPA-5651      | Cal Roure (Igualada) · Vegeu més fotos d'aquest monument · Carregueu una nova foto d'aquest monument                                           |
| Cal Poncell-Castelltort                                                                               |                 | Modernisme XX                                                    | Igualada Pl. de l'Ajuntament, 20                                   | 41° 34′ 43″ N, 1° 37′ 03″ E / 41.578522°N,1.617537°E | IPA-5653      | Cal Poncell-Castelltort (Igualada) · Vegeu més fotos d'aquest monument · Carregueu una nova foto d'aquest monument                             |
| Casa de l'antic Molí Fariner                                                                          |                 | Noucentisme XX Inici                                             | Igualada Av. Àngel Guimerà, 95                                     | 41° 34′ 54″ N, 1° 36′ 16″ E / 41.581752°N,1.604555°E | IPA-5654      | Casa de l'antic Molí Fariner (Igualada) · Vegeu més fotos d'aquest monument · Carregueu una nova foto d'aquest monument                        |
| Fàbrica Pere de Carme                                                                                 |                 | Modernisme XX Inici                                              | Igualada C. Arenys de Mar, 12-14                                   | 41° 34′ 35″ N, 1° 37′ 35″ E / 41.576264°N,1.626307°E | IPA-5656      | Fàbrica Pere de Carme (Igualada) · Vegeu més fotos d'aquest monument · Carregueu una nova foto d'aquest monument                               |
| Cal Perico                                                                                            | BCIL 2005       | Modernisme XX                                                    | Igualada C. Argent, 34                                             | 41° 34′ 43″ N, 1° 37′ 01″ E / 41.578589°N,1.616841°E | IPA-5657      | Cal Perico (Igualada) · Vegeu més fotos d'aquest monument · Carregueu una nova foto d'aquest monument                                          |
| Casa Munguet                                                                                          | BCIL 2005       | Modernisme XX Inici                                              | Igualada C. Argent, 30                                             | 41° 34′ 43″ N, 1° 37′ 00″ E / 41.578631°N,1.616658°E | IPA-5658      | Casa Munguet (Igualada) · Vegeu més fotos d'aquest monument · Carregueu una nova foto d'aquest monument                                        |
| Ca l'Artés                                                                                            |                 | Obra popular XVIII                                               | Igualada C. Artés - c. Joan Maragall                               | 41° 34′ 58″ N, 1° 36′ 50″ E / 41.582755°N,1.614009°E | IPA-5659      | Ca l'Artés (Igualada) · Vegeu més fotos d'aquest monument · Carregueu una nova foto d'aquest monument                                          |
| Fàbrica Cal Font, Gosipyum                                                                            |                 | XIX                                                              | Igualada C. de l'Aurora (enderrocat)                               |                                                      | IPA-5660      | Carregueu una nova foto d'aquest monument |
| Fàbrica Salinas i Mussons                                                                             |                 | Modernisme XX Inici                                              | Igualada C. Roca, 7 - av. Balmes, 8-10                             | 41° 34′ 52″ N, 1° 36′ 40″ E / 41.581119°N,1.611184°E | IPA-5661      | Fàbrica Salinas i Mussons (Igualada) · Vegeu més fotos d'aquest monument · Carregueu una nova foto d'aquest monument                           |
| Punto Blanco o Industries Valls S.A.                                                                  |                 | Darreres tendències XX Mitjan                                    | Igualada Av. Balmes, 16                                            | 41° 34′ 55″ N, 1° 36′ 41″ E / 41.581984°N,1.611496°E | IPA-5662      | Punto Blanco (Igualada) · Vegeu més fotos d'aquest monument · Carregueu una nova foto d'aquest monument                                        |
| Església Sagrada Família d'Igualada                                                                   | BCIL 2005       | Darreres tendències XX Mitjan                                    | Igualada Av. de Barcelona                                          | 41° 35′ 10″ N, 1° 37′ 03″ E / 41.586117°N,1.617601°E | IPA-5664      | Església Sagrada Família (Igualada) · Vegeu més fotos d'aquest monument · Carregueu una nova foto d'aquest monument                            |
| Vivesa o Vives i Vidal S.A.                                                                           |                 | Darreres tendències XX                                           | Igualada Av. de Barcelona, 103                                     | 41° 35′ 02″ N, 1° 37′ 37″ E / 41.583856°N,1.627006°E | IPA-5665      | Vivesa (Igualada) · Vegeu més fotos d'aquest monument · Carregueu una nova foto d'aquest monument                                              |
| Cases d'habitatges a la plaça de la Bomba, 3-5                                                        |                 | Obra popular XX Inici                                            | Igualada Pl. de la Bomba, 3-5                                      | 41° 34′ 34″ N, 1° 37′ 28″ E / 41.576162°N,1.624572°E | IPA-5666      | Cases d'habitatges a la plaça de la Bomba, 3-5 (Igualada) · Vegeu més fotos d'aquest monument · Carregueu una nova foto d'aquest monument      |
| Cal Senyor Magí                                                                                       | BCIL 2005       | Modernisme XX                                                    | Igualada C. Born, 5                                                | 41° 34′ 44″ N, 1° 37′ 04″ E / 41.578887°N,1.617744°E | IPA-5667      | Cal Senyor Magí (Igualada) · Vegeu més fotos d'aquest monument · Carregueu una nova foto d'aquest monument                                     |
| Font del passeig de les Cabres                                                                        |                 | Obra popular XIX                                                 | Igualada Pl. de la Creu - pg. de les Cabres                        | 41° 34′ 42″ N, 1° 36′ 56″ E / 41.578432°N,1.615505°E | IPA-5670      | Font del passeig de les Cabres (Igualada) · Vegeu més fotos d'aquest monument · Carregueu una nova foto d'aquest monument                      |
| Casa Sala                                                                                             |                 | Modernisme, obra popular XX                                      | Igualada C. Concepció, 4                                           | 41° 34′ 40″ N, 1° 37′ 02″ E / 41.577752°N,1.617211°E | IPA-5672      | Casa Sala (Igualada) · Vegeu més fotos d'aquest monument · Carregueu una nova foto d'aquest monument                                           |
| Edifici d'habitatges a l'avinguda Caresmar, 40                                                        |                 | Monumentalisme academicista XX                                   | Igualada Av. Caresmar, 40                                          | 41° 34′ 36″ N, 1° 37′ 41″ E / 41.576551°N,1.627948°E | IPA-5673      | Edifici d'habitatges a l'avinguda Caresmar, 40 (Igualada) · Vegeu més fotos d'aquest monument · Carregueu una nova foto d'aquest monument      |
| Fort de Sant Magí                                                                                     | BCIL 2005       | Obra popular XIX                                                 | Igualada C. Carme Verdaguer, 29                                    | 41° 35′ 00″ N, 1° 37′ 05″ E / 41.583286°N,1.618018°E | IPA-5674      | Fort de Sant Magí (Igualada) · Vegeu més fotos d'aquest monument · Carregueu una nova foto d'aquest monument                                   |
| Torre d'aigües de Rigat                                                                               | BCIL 2005       | Modernisme XX                                                    | Igualada C. Carme Verdaguer, 27                                    | 41° 35′ 00″ N, 1° 37′ 04″ E / 41.583270°N,1.617671°E | IPA-5675      | Torre d'aigües de Rigat (Igualada) · Vegeu més fotos d'aquest monument · Carregueu una nova foto d'aquest monument                             |
| Piscina Municipal del Molí Nou                                                                        |                 | Racionalisme XX                                                  | Igualada Antiga carretera general                                  | 41° 34′ 56″ N, 1° 36′ 06″ E / 41.582094°N,1.601640°E | IPA-5676      | Piscina Municipal del Molí Nou · Vegeu més fotos d'aquest monument · Carregueu una nova foto d'aquest monument                                 |
| Monument a Antoni Franch i Estalella                                                                  |                 | XX                                                               | Igualada Al mig de la pl. Castells                                 | 41° 34′ 50″ N, 1° 36′ 38″ E / 41.580433°N,1.610661°E | IPA-5677      | Monument a Antoni Franch i Estalella (Igualada) · Vegeu més fotos d'aquest monument · Carregueu una nova foto d'aquest monument                |
| Casa a la plaça Castells i a la rambla de Sant Ferran, 2, Casa de la Viuda Martí Salinas              |                 | Noucentisme                                                      | Igualada Pl. Castells - rambla Sant Ferran, 2                      | 41° 34′ 50″ N, 1° 36′ 39″ E / 41.580465°N,1.610929°E | IPA-5679      | Casa a la plaça Castells i rambla Sant Ferran, 2 (Igualada) · Vegeu més fotos d'aquest monument · Carregueu una nova foto d'aquest monument    |
| Casa a la plaça Castells, 6                                                                           |                 | Eclecticisme XIX-XX                                              | Igualada Pl. Castells, 6                                           | 41° 34′ 51″ N, 1° 36′ 38″ E / 41.580711°N,1.610602°E | IPA-5680      | Casa a la plaça Castells, 6 (Igualada) · Vegeu més fotos d'aquest monument · Carregueu una nova foto d'aquest monument                         |
| Escola Pia, antic convent dels Agustins                                                               | BCIL 2005       | Eclecticisme, barroc XX                                          | Igualada Pl. Castells, 10                                          | 41° 34′ 49″ N, 1° 36′ 37″ E / 41.580368°N,1.610250°E | IPA-5681      | Escola Pia (Igualada) · Vegeu més fotos d'aquest monument · Carregueu una nova foto d'aquest monument                                          |
| Garatges de la Hispano Igualadina                                                                     | BCIL 2005       | Modernisme XX                                                    | Igualada Pl. Catalunya, 1                                          | 41° 34′ 57″ N, 1° 36′ 57″ E / 41.582417°N,1.615741°E | IPA-5683      | Garatges de la Hispano Igualadina (Igualada) · Vegeu més fotos d'aquest monument · Carregueu una nova foto d'aquest monument                   |
| Cercle Mercantil o Circulo Mercantil, Industrial y Agrícola                                           | BCIL 2005       | Eclecticisme XIX                                                 | Igualada C. Clos, 19                                               | 41° 34′ 50″ N, 1° 37′ 03″ E / 41.580437°N,1.617390°E | IPA-5684      | Cercle Mercantil (Igualada) · Vegeu més fotos d'aquest monument · Carregueu una nova foto d'aquest monument                                    |
| Casal, o Casa Barral                                                                                  |                 | Modernisme XX                                                    | Igualada C. Concepció, 10, antigues muralles                       | 41° 34′ 39″ N, 1° 37′ 03″ E / 41.577554°N,1.617571°E | IPA-5685      | Casa Barral (Igualada) · Vegeu més fotos d'aquest monument · Carregueu una nova foto d'aquest monument                                         |
| Creu del Brollador de la Font, creu de terme                                                          |                 | Historicisme XX                                                  | Igualada Pl. de la Creu                                            | 41° 34′ 43″ N, 1° 36′ 55″ E / 41.578649°N,1.61518°E  | IPA-5688      | Creu del Brollador de la Font (Igualada) · Vegeu més fotos d'aquest monument · Carregueu una nova foto d'aquest monument                       |
| Casa Valls i Valls o Biblioteca i Arxius de l'Anoia                                                   | BCIL 2005       | Eclecticisme XX                                                  | Igualada Pl. de la Creu, 18                                        | 41° 34′ 43″ N, 1° 36′ 55″ E / 41.578483°N,1.615151°E | IPA-5690      | Casa Valls i Valls (Igualada) · Vegeu més fotos d'aquest monument · Carregueu una nova foto d'aquest monument                                  |
| Adoberia al carrer de la Creueta, 23                                                                  |                 | Modernisme XX                                                    | Igualada C. Creueta, 23                                            | 41° 34′ 42″ N, 1° 36′ 41″ E / 41.5782°N,1.611511°E   | IPA-5691      | Adoberia al carrer de la Creueta, 23 (Igualada) · Vegeu més fotos d'aquest monument · Carregueu una nova foto d'aquest monument                |
| Adoberia al carrer de la Creueta, 22-24                                                               |                 | Modernisme XX                                                    | Igualada C. Creueta, 22-24                                         | 41° 34′ 42″ N, 1° 36′ 42″ E / 41.578342°N,1.611706°E | IPA-5692      | Adoberia al carrer de la Creueta, 22-24 (Igualada) · Vegeu més fotos d'aquest monument · Carregueu una nova foto d'aquest monument             |
| Adoberia al carrer de la Creueta, 19-21                                                               |                 | Modernisme XX                                                    | Igualada C. Creueta, 19-21                                         | 41° 34′ 42″ N, 1° 36′ 42″ E / 41.57824°N,1.611664°E  | IPA-5693      | Adoberia al carrer de la Creueta, 19-21 (Igualada) · Vegeu més fotos d'aquest monument · Carregueu una nova foto d'aquest monument             |
| Cal Franquesa o Cal Macu                                                                              | BCIL 2005       | Modernisme XX Inici                                              | Igualada C. Custiol, 9                                             | 41° 34′ 43″ N, 1° 37′ 08″ E / 41.578604°N,1.618989°E | IPA-5694      | Cal Franquesa (Igualada) · Vegeu més fotos d'aquest monument · Carregueu una nova foto d'aquest monument                                       |
| Institut Pere Vives i Vich                                                                            |                 |                                                                  | Igualada Av. Emili Vallès                                          | 41° 35′ 02″ N, 1° 36′ 02″ E / 41.583807°N,1.600607°E | IPA-5695      | Institut Pere Vives i Vich (Igualada) · Vegeu més fotos d'aquest monument · Carregueu una nova foto d'aquest monument                          |
| Airejador del dipòsit d'aigua                                                                         |                 | Modernisme XX                                                    | Igualada Pl. de l'Enxub                                            | 41° 34′ 59″ N, 1° 37′ 02″ E / 41.583025°N,1.617089°E | IPA-5696      | Airejador del dipòsit d'aigua (Igualada) · Vegeu més fotos d'aquest monument · Carregueu una nova foto d'aquest monument                       |
| Torre Ratés                                                                                           | BCIL 2005       | Modernisme XX                                                    | Igualada Pl. Espanya, 1 - c. Sebastià Artés, 8                     | 41° 34′ 51″ N, 1° 36′ 52″ E / 41.580895°N,1.614367°E | IPA-5697      | Torre Ratés (Igualada) · Vegeu més fotos d'aquest monument · Carregueu una nova foto d'aquest monument                                         |
| Antic Registre de la Propietat                                                                        |                 | Obra popular                                                     | Igualada Pl. d'Espanya, 3                                          | 41° 34′ 50″ N, 1° 36′ 52″ E / 41.58069°N,1.614453°E  | IPA-5698      | Antic Registre de la Propietat (Igualada) · Vegeu més fotos d'aquest monument · Carregueu una nova foto d'aquest monument                      |
| Casa a la plaça d'Espanya, 4                                                                          |                 | Noucentisme                                                      | Igualada Pl. d'Espanya, 4                                          | 41° 34′ 50″ N, 1° 36′ 52″ E / 41.580499°N,1.614386°E | IPA-5699      | Casa a la plaça d'Espanya, 4 (Igualada) · Vegeu més fotos d'aquest monument · Carregueu una nova foto d'aquest monument                        |
| Passatge del Forn                                                                                     | BCIL 2005       | Obra popular XII-XIV                                             | Igualada Passatge del Forn                                         | 41° 34′ 45″ N, 1° 37′ 01″ E / 41.57905°N,1.616999°E  | IPA-5700      | Passatge del Forn (Igualada) · Vegeu més fotos d'aquest monument · Carregueu una nova foto d'aquest monument                                   |
| Capella de la Mare de Déu de Montserrat                                                               |                 | Obra popular XIX-XX                                              | Igualada Passatge Galí                                             | 41° 34′ 44″ N, 1° 37′ 00″ E / 41.578988°N,1.616741°E | IPA-5701      | Capella de la Mare de Déu de Montserrat (Igualada) · Vegeu més fotos d'aquest monument · Carregueu una nova foto d'aquest monument             |
| Taller de Mosaics Jordi Albareda                                                                      |                 | Obra popular XIX                                                 | Igualada C. Galícia, 15                                            | 41° 34′ 52″ N, 1° 37′ 06″ E / 41.581173°N,1.618396°E | IPA-5702      | Taller de Mosaics Jordi Albareda (Igualada) · Vegeu més fotos d'aquest monument · Carregueu una nova foto d'aquest monument                    |
| Casa Bartomeu Biosca                                                                                  | BCIL 2005       | Eclecticisme XX                                                  | Igualada Rambla Nova, 42 - c. Garcia Fossas, 1                     | 41° 34′ 47″ N, 1° 36′ 58″ E / 41.579648°N,1.616175°E | IPA-5703      | Casa Bartomeu Biosca (Igualada) · Vegeu més fotos d'aquest monument · Carregueu una nova foto d'aquest monument                                |
| Casa al carrer Garcia Fossas, 3                                                                       |                 | Obra popular                                                     | Igualada C. Garcia Fossas, 3                                       | 41° 34′ 46″ N, 1° 36′ 58″ E / 41.579541°N,1.616060°E | IPA-5704      | Casa al carrer Garcia Fossas, 3 (Igualada) · Vegeu més fotos d'aquest monument · Carregueu una nova foto d'aquest monument                     |
| Edifici d'habitatges a la rambla General Vives, 1-3                                                   | BCIL 2005       | Modernisme XX Inici                                              | Igualada Rbla. General Vives, 1-3                                  | 41° 34′ 46″ N, 1° 37′ 08″ E / 41.579456°N,1.618876°E | IPA-5705      | Edifici d'habitatges a la rambla General Vives, 1-3 (Igualada) · Vegeu més fotos d'aquest monument · Carregueu una nova foto d'aquest monument |
| Caixa de Pensions per a la Vellesa i d'Estalvis                                                       | BCIL 2005       | Modernisme, noucentisme XX                                       | Igualada Rbla. General Vives, 2 - Custiol                          | 41° 34′ 45″ N, 1° 37′ 08″ E / 41.579269°N,1.619°E    | IPA-5706      | Caixa de Pensions per a la Vellesa i d'Estalvis (Igualada) · Vegeu més fotos d'aquest monument · Carregueu una nova foto d'aquest monument     |
| Ca l'Homs                                                                                             |                 | Noucentisme                                                      | Igualada Rbla. General Vives, 16-19 (desaparegut)                  | 41° 34′ 44″ N, 1° 37′ 11″ E / 41.578843°N,1.619670°E | IPA-5707      | Carregueu una nova foto d'aquest monument |
| Casa a la Rambla del General Vives, 29                                                                |                 | Modernisme XX                                                    | Igualada Rbla. General Vives, 29                                   | 41° 34′ 45″ N, 1° 37′ 12″ E / 41.579122°N,1.619915°E | IPA-5708      | Casa a la rambla General Vives, 29 (Igualada) · Vegeu més fotos d'aquest monument · Carregueu una nova foto d'aquest monument                  |
| Casa a la rambla General Vives, 39                                                                    | BCIL 2005       | Modernisme XX                                                    | Igualada Rbla. General Vives, 39                                   | 41° 34′ 44″ N, 1° 37′ 12″ E / 41.578905°N,1.620121°E | IPA-5709      | Casa a la rambla General Vives, 39 (Igualada) · Vegeu més fotos d'aquest monument · Carregueu una nova foto d'aquest monument                  |
| Edifici d'habitatges a la rambla General Vives, 45                                                    |                 | Eclectisme XX                                                    | Igualada Rbla. General Vives, 45                                   | 41° 34′ 44″ N, 1° 37′ 13″ E / 41.578821°N,1.620320°E | IPA-5710      | Edifici d'habitatges a la rambla General Vives, 45 (Igualada) · Vegeu més fotos d'aquest monument · Carregueu una nova foto d'aquest monument  |
| Celler i molí d'oli del Sindicat de Vinyaters o Cooperativa agrícola d'Igualada                       | BCIL 2005       | Noucentisme XX Inici                                             | Igualada C. Joan Abad, 6                                           | 41° 34′ 45″ N, 1° 36′ 34″ E / 41.579151°N,1.609518°E | IPA-5712      | Celler i molí d'oli del Sindicat de Vinyaters (Igualada) · Vegeu més fotos d'aquest monument · Carregueu una nova foto d'aquest monument       |
| Asil del Sant Crist                                                                                   | BCIL 2005       | Modernisme XX                                                    | Igualada C. Milà i Fontanals, 8                                    | 41° 34′ 58″ N, 1° 36′ 35″ E / 41.582696°N,1.609636°E | IPA-5714      | Asil del Sant Crist (Igualada) · Vegeu més fotos d'aquest monument · Carregueu una nova foto d'aquest monument                                 |
| Creu de terme del camí de Montserrat o Creu de les Botifarres                                         |                 | Historicisme XIX                                                 | Igualada Pl. del Mil·lenari - pg. Verdaguer                        | 41° 34′ 38″ N, 1° 38′ 00″ E / 41.577188°N,1.633288°E | IPA-5715      | Creu de terme del camí de Montserrat (Igualada) · Vegeu més fotos d'aquest monument · Carregueu una nova foto d'aquest monument                |
| Edifici d'habitatges a l'avinguda Montserrat, 6-8                                                     |                 | Noucentisme                                                      | Igualada Av. Montserrat, 6-8                                       | 41° 34′ 36″ N, 1° 37′ 48″ E / 41.576619°N,1.629998°E | IPA-5716      | Edifici d'habitatges a l'avinguda Montserrat, 6-8 (Igualada) · Vegeu més fotos d'aquest monument · Carregueu una nova foto d'aquest monument   |
| Passeig Mossèn Cinto Verdaguer                                                                        |                 | XIX                                                              | Igualada Pg. Verdaguer                                             | 41° 34′ 50″ N, 1° 37′ 19″ E / 41.580594°N,1.622058°E | IPA-5717      | Passeig Mossèn Cinto Verdaguer (Igualada) · Vegeu més fotos d'aquest monument · Carregueu una nova foto d'aquest monument                      |
| Monument a Pere Vives Vich                                                                            |                 | XX Mitjan                                                        | Igualada Pg. Verdaguer - pl. Catalunya                             | 41° 34′ 57″ N, 1° 36′ 58″ E / 41.582552°N,1.616183°E | IPA-5718      | Monument a Pere Vives Vich (Igualada) · Vegeu més fotos d'aquest monument · Carregueu una nova foto d'aquest monument                          |
| Cal Borrasset, Casa Borràs                                                                            | BCIL 2005       | Modernisme XX Inici                                              | Igualada Pg. Verdaguer, 1 - Santa Caterina, 64-66                  | 41° 34′ 58″ N, 1° 36′ 58″ E / 41.582792°N,1.616143°E | IPA-5719      | Cal Borrasset (Igualada) · Vegeu més fotos d'aquest monument · Carregueu una nova foto d'aquest monument                                       |
| Cal Maurici del passeig Verdaguer                                                                     |                 | Modernisme XX                                                    | Igualada Pg. Verdaguer, 26 - c. Sant Magí                          | 41° 34′ 55″ N, 1° 37′ 01″ E / 41.582068°N,1.61706°E  | IPA-5720      | Cal Maurici del passeig Verdaguer (Igualada) · Vegeu més fotos d'aquest monument · Carregueu una nova foto d'aquest monument                   |
| Casa Poncell o Impremta Poncell                                                                       | BCIL 2005       | Modernisme XX Inici                                              | Igualada Pg. Verdaguer, 35                                         | 41° 34′ 55″ N, 1° 37′ 08″ E / 41.581929°N,1.618989°E | IPA-5721      | Casa Poncell (Igualada) · Vegeu més fotos d'aquest monument · Carregueu una nova foto d'aquest monument                                        |
| Cinema Mundial                                                                                        |                 | Noucentisme XX                                                   | Igualada Pg. Verdaguer (desaparegut)                               | 41° 34′ 54″ N, 1° 37′ 04″ E / 41.581793°N,1.617854°E | IPA-5722      | Cinema Mundial (Igualada), ja desaparegut · Vegeu més fotos d'aquest monument · Carregueu una nova foto d'aquest monument                      |
| Fàbrica-magatzem Roca i Clos                                                                          | BCIL 2005       | Modernisme XX                                                    | Igualada Pg. Verdaguer, 55 - c. de l'Amor                          | 41° 34′ 54″ N, 1° 37′ 13″ E / 41.581544°N,1.620366°E | IPA-5723      | Fàbrica-magatzem Roca i Clos (Igualada) · Vegeu més fotos d'aquest monument · Carregueu una nova foto d'aquest monument                        |
| Pastisseria Fidel Serra                                                                               | BCIL 2005       | Modernisme XX Inici                                              | Igualada C. Nou, 8-10                                              | 41° 34′ 45″ N, 1° 36′ 59″ E / 41.579160°N,1.616362°E | IPA-5726      | Pastisseria Fidel Serra (Igualada) · Vegeu més fotos d'aquest monument · Carregueu una nova foto d'aquest monument                             |
| Cal Capell o Acadèmia Cots                                                                            | BCIL 2005       | Modernisme XX Inici                                              | Igualada C. Nou, 15                                                | 41° 34′ 45″ N, 1° 37′ 00″ E / 41.579246°N,1.616733°E | IPA-5727      | Cal Capell (Igualada) · Vegeu més fotos d'aquest monument · Carregueu una nova foto d'aquest monument                                          |
| Cal Jepus                                                                                             | BCIL 2005       | Modernisme XX Inici                                              | Igualada C. Nou, 26                                                | 41° 34′ 45″ N, 1° 37′ 01″ E / 41.579193°N,1.61691°E  | IPA-5728      | Cal Jepus (Igualada) · Vegeu més fotos d'aquest monument · Carregueu una nova foto d'aquest monument                                           |
| Fonda Maria                                                                                           |                 | Obra popular XIX-XX                                              | Igualada Rbla. Nova, 3                                             | 41° 34′ 48″ N, 1° 36′ 52″ E / 41.580068°N,1.614346°E | IPA-5729      | Fonda Maria (Igualada) · Vegeu més fotos d'aquest monument · Carregueu una nova foto d'aquest monument                                         |
| Edifici d'habitatges a la rambla Nova, 27                                                             | BCIL 2005       | Modernisme XX Inici                                              | Igualada Rbla. Nova, 27                                            | 41° 34′ 48″ N, 1° 36′ 55″ E / 41.579903°N,1.61529°E  | IPA-5730      | Edifici d'habitatges a la rambla Nova, 27 (Igualada) · Vegeu més fotos d'aquest monument · Carregueu una nova foto d'aquest monument           |
| Casa al carrer Òdena, 23-27                                                                           |                 | Obra popular XIX                                                 | Igualada C. Òdena, 23-25-27                                        | 41° 34′ 50″ N, 1° 37′ 08″ E / 41.580447°N,1.618957°E | IPA-5731      | Casa al carrer Òdena, 23-27 (Igualada) · Vegeu més fotos d'aquest monument · Carregueu una nova foto d'aquest monument                         |
| Cementiri d'Igualada                                                                                  | BCIL 2005       | Neoclassicisme XIX Inici                                         | Igualada Av. Pau Casals                                            | 41° 34′ 45″ N, 1° 37′ 46″ E / 41.579044°N,1.629554°E | IPA-5732      | Cementiri d'Igualada · Vegeu més fotos d'aquest monument · Carregueu una nova foto d'aquest monument                                           |
| Font Vella                                                                                            |                 | Gòtic XVIII Mitjan                                               | Igualada Pl. del Pilar - c. de Nostra Senyora de la O              | 41° 34′ 44″ N, 1° 37′ 06″ E / 41.578892°N,1.618361°E | IPA-5733      | Font Vella (Igualada) · Vegeu més fotos d'aquest monument · Carregueu una nova foto d'aquest monument                                          |
| Hèrcules                                                                                              |                 | Neoclassicisme XX Inici                                          | Igualada Pl. del Pilar                                             | 41° 34′ 45″ N, 1° 37′ 08″ E / 41.579091°N,1.618774°E | IPA-5734      | Hèrcules (Igualada) · Vegeu més fotos d'aquest monument · Carregueu una nova foto d'aquest monument                                            |
| Edifici d'habitatges a la plaça del Pilar, 4                                                          |                 | Obra popular                                                     | Igualada Pl. del Pilar, 4                                          | 41° 34′ 45″ N, 1° 37′ 07″ E / 41.579147°N,1.618485°E | IPA-5735      | Edifici d'habitatges a la plaça del Pilar, 4 (Igualada) · Vegeu més fotos d'aquest monument · Carregueu una nova foto d'aquest monument        |
| Cal Parera                                                                                            | BCIL 2005       | Obra popular XIX Inici                                           | Igualada Pl. del Pilar, 12                                         | 41° 34′ 44″ N, 1° 37′ 06″ E / 41.57902°N,1.618469°E  | IPA-5736      | Cal Parera (Igualada) · Vegeu més fotos d'aquest monument · Carregueu una nova foto d'aquest monument                                          |
| Antic Escorxador                                                                                      | BCIL 2005       | Modernisme Isidre Gili i Pau Salvat XX (1903)                    | Igualada C. Prat de la Riba, 45                                    | 41° 34′ 58″ N, 1° 36′ 31″ E / 41.58286°N,1.608617°E  | IPA-5739      | Antic Escorxador (Igualada) · Vegeu més fotos d'aquest monument · Carregueu una nova foto d'aquest monument                                    |
| Carrer del Rec                                                                                        |                 | Obra popular XVIII-XIX                                           | Igualada C. del Rec                                                | 41° 34′ 35″ N, 1° 36′ 54″ E / 41.576344°N,1.615113°E | IPA-5740      | Carrer del Rec (Igualada) · Vegeu més fotos d'aquest monument · Carregueu una nova foto d'aquest monument                                      |
| L'Electra Igualadina                                                                                  |                 | Modernisme, obra popular XX                                      | Igualada C. del Rec, 41 - c. del Sol, 5-7                          | 41° 34′ 37″ N, 1° 37′ 00″ E / 41.577002°N,1.616599°E | IPA-5741      | L'Electra Igualadina (Igualada) · Vegeu més fotos d'aquest monument · Carregueu una nova foto d'aquest monument                                |
| Font de Neptú                                                                                         | BCIL 2005       | Neoclassicisme XIX                                               | Igualada Pl. del Rei                                               | 41° 34′ 41″ N, 1° 37′ 12″ E / 41.578037°N,1.619952°E | IPA-5742      | Font de Neptú (Igualada) · Vegeu més fotos d'aquest monument · Carregueu una nova foto d'aquest monument                                       |
| Capelleta dedicada a l'Arcàngel Sant Miquel                                                           |                 | Obra popular XIX-XX                                              | Igualada Pl. del Rei, 8                                            | 41° 34′ 40″ N, 1° 37′ 12″ E / 41.577853°N,1.619912°E | IPA-5743      | Capelleta dedicada a l'Arcàngel Sant Miquel (Igualada) · Vegeu més fotos d'aquest monument · Carregueu una nova foto d'aquest monument         |
| Casa al carrer Retir, 30                                                                              |                 | Modernisme XX Inici                                              | Igualada C. Retir, 30 - c. Carme, 27                               | 41° 34′ 49″ N, 1° 36′ 56″ E / 41.580288°N,1.615475°E | IPA-5744      | Casa al carrer Retir, 30 (Igualada) · Vegeu més fotos d'aquest monument · Carregueu una nova foto d'aquest monument                            |
| Edifici de Càritas                                                                                    |                 | Modernisme XX Inici                                              | Igualada C. Roca, 3                                                | 41° 34′ 52″ N, 1° 36′ 37″ E / 41.581158°N,1.610306°E | IPA-5745      | Edifici de Càritas (Igualada) · Vegeu més fotos d'aquest monument · Carregueu una nova foto d'aquest monument                                  |
| Escoles públiques Garcia Fossas                                                                       | BCIL 2005       | Noucentisme XX Inici                                             | Igualada Ctra. de Manresa, 65                                      | 41° 35′ 04″ N, 1° 36′ 59″ E / 41.584409°N,1.616295°E | IPA-5746      | Escoles públiques Garcia Fossas (Igualada) · Vegeu més fotos d'aquest monument · Carregueu una nova foto d'aquest monument                     |
| Església del Roser                                                                                    | BCIL 2005       | Neoclassicisme XIX                                               | Igualada C. del Roser, 6                                           | 41° 34′ 43″ N, 1° 37′ 09″ E / 41.578517°N,1.619171°E | IPA-5747      | Església del Roser (Igualada) · Vegeu més fotos d'aquest monument · Carregueu una nova foto d'aquest monument                                  |
| Pastisseria Targarona, Cal Xandrí                                                                     | BCIL 2005       | Noucentisme XX                                                   | Igualada C. del Roser, 17                                          | 41° 34′ 43″ N, 1° 37′ 10″ E / 41.578497°N,1.619574°E | IPA-5748      | Pastisseria Targarona (Igualada) · Vegeu més fotos d'aquest monument · Carregueu una nova foto d'aquest monument                               |
| Font de la Carota                                                                                     |                 | Obra popular XVIII                                               | Igualada C. Santa Anna                                             | 41° 34′ 40″ N, 1° 37′ 00″ E / 41.577845°N,1.616792°E | IPA-5749      | Font de la Carota (Igualada) · Vegeu més fotos d'aquest monument · Carregueu una nova foto d'aquest monument                                   |
| Casa al carrer Santa Anna, 25                                                                         |                 | Obra popular XVIII                                               | Igualada C. Santa Anna, 25 (desapareguda)                          | 41° 34′ 40″ N, 1° 37′ 01″ E / 41.577721°N,1.616903°E | IPA-5750      | Carregueu una nova foto d'aquest monument |
| Cal Ratés                                                                                             | BCIL 2005       | Modernisme Isidre Gili i Moncunill Pau Salvat i Espasa XX (1909) | Igualada C. de Santa Maria, 10                                     | 41° 34′ 43″ N, 1° 37′ 05″ E / 41.578559°N,1.618002°E | IPA-5752      | Cal Ratés (Igualada) · Vegeu més fotos d'aquest monument · Carregueu una nova foto d'aquest monument                                           |
| Casa Palmés                                                                                           |                 | Noucentisme XX Inici                                             | Igualada C. Baix de Sant Antoni, 4                                 | 41° 34′ 40″ N, 1° 37′ 08″ E / 41.577706°N,1.618949°E | IPA-5753      | Casa Palmés (Igualada) · Vegeu més fotos d'aquest monument · Carregueu una nova foto d'aquest monument                                         |
| Adoberia Pelfort                                                                                      | BCIL 2005       | Modernisme XX Inici                                              | Igualada Baixa de Sant Antoni, 5                                   | 41° 34′ 39″ N, 1° 37′ 12″ E / 41.577419°N,1.620016°E | IPA-5754      | Adoberia Pelfort (Igualada) · Vegeu més fotos d'aquest monument · Carregueu una nova foto d'aquest monument                                    |
| Adoberia Balcells                                                                                     |                 | Modernisme XX Inici                                              | Igualada C. Sant Antoni de Baix, 96                                | 41° 34′ 33″ N, 1° 37′ 27″ E / 41.575718°N,1.624096°E | IPA-5755      | Adoberia Balcells (Igualada) · Vegeu més fotos d'aquest monument · Carregueu una nova foto d'aquest monument                                   |
| Casa Ramon Enrich i Tudó                                                                              | BCIL 2005       | Eclecticisme XX                                                  | Igualada Rbla. Sant Ferran, 33                                     | 41° 34′ 49″ N, 1° 36′ 46″ E / 41.580303°N,1.612676°E | IPA-5756      | Casa Ramon Enrich i Tudó (Igualada) · Vegeu més fotos d'aquest monument · Carregueu una nova foto d'aquest monument                            |
| Casa de les Banyeres                                                                                  |                 | Racionalisme XX Mitjan                                           | Igualada Rbla. de Sant Ferran, 34                                  | 41° 34′ 49″ N, 1° 36′ 45″ E / 41.580152°N,1.612586°E | IPA-5757      | Casa de les Banyeres (Igualada) · Vegeu més fotos d'aquest monument · Carregueu una nova foto d'aquest monument                                |
| Casa Valls i Brufau                                                                                   | BCIL 2005       | Modernisme XX                                                    | Igualada Rbla. Sant Ferran, 48                                     | 41° 34′ 48″ N, 1° 36′ 47″ E / 41.580056°N,1.613127°E | IPA-5758      | Casa Valls i Brufau (Igualada) · Vegeu més fotos d'aquest monument · Carregueu una nova foto d'aquest monument                                 |
| Casa Casadesús                                                                                        | BCIL 2005       | Modernisme XX Inici                                              | Igualada Rbla. Sant Ferran, 60                                     | 41° 34′ 48″ N, 1° 36′ 49″ E / 41.579972°N,1.613691°E | IPA-5759      | Casa Casadesús (Igualada) · Vegeu més fotos d'aquest monument · Carregueu una nova foto d'aquest monument                                      |
| Casa al carrer Sant Ignasi, 22                                                                        |                 | Noucentisme                                                      | Igualada C. Sant Ignasi, 22                                        | 41° 34′ 45″ N, 1° 36′ 43″ E / 41.579054°N,1.611809°E | IPA-5760      | Casa al carrer Sant Ignasi, 22 (Igualada) · Vegeu més fotos d'aquest monument · Carregueu una nova foto d'aquest monument                      |
| Cal Blay o Casa Farrer                                                                                | BCIL 2005       | Modernisme XX Inici                                              | Igualada Rbla. Sant Isidre, 10                                     | 41° 34′ 46″ N, 1° 37′ 01″ E / 41.579394°N,1.617042°E | IPA-5761      | Cal Blay (Igualada) · Vegeu més fotos d'aquest monument · Carregueu una nova foto d'aquest monument                                            |
| Antiga Agència Ollé, Agència Igualada                                                                 | BCIL 2005       | Modernisme XX Inici                                              | Igualada Rbla. Sant Isidre, 13                                     | 41° 34′ 47″ N, 1° 37′ 01″ E / 41.579647°N,1.616856°E | IPA-5762      | Antiga Agència Ollé (Igualada) · Vegeu més fotos d'aquest monument · Carregueu una nova foto d'aquest monument                                 |
| Casino Foment d'Igualada                                                                              | BCIL 2005       | Neoclassicisme XIX                                               | Igualada Rbla. de Sant Isidre, 14                                  | 41° 34′ 46″ N, 1° 37′ 02″ E / 41.579344°N,1.617336°E | IPA-5763      | Casino Foment (Igualada) · Vegeu més fotos d'aquest monument · Carregueu una nova foto d'aquest monument                                       |
| Casa a la rambla Sant Isidre, 30                                                                      |                 | Neoclassicisme XIX                                               | Igualada Rbla. de Sant Isidre, 30 (enderrocat)                     | 41° 34′ 46″ N, 1° 37′ 06″ E / 41.57932°N,1.61822°E   | IPA-5764      | Carregueu una nova foto d'aquest monument |
| Casa Enrich Martí                                                                                     |                 | Monumentalisme academicista XX                                   | Igualada Rbla. Sant Isidre, 59 - c. d'Òdena                        | 41° 34′ 46″ N, 1° 37′ 07″ E / 41.579526°N,1.618650°E | IPA-5765      | Casa Enrich Martí (Igualada) · Vegeu més fotos d'aquest monument · Carregueu una nova foto d'aquest monument                                   |
| Casa Grau o Cal Sabater                                                                               | BCIL 2005       | Modernisme XX Inici                                              | Igualada Rbla. Sant Isidre, 37                                     | 41° 34′ 47″ N, 1° 37′ 04″ E / 41.579598°N,1.617781°E | IPA-5766      | Casa Grau (Igualada) · Vegeu més fotos d'aquest monument · Carregueu una nova foto d'aquest monument                                           |
| Casa al Casa al carrer Sant Magí, 56                                                                  |                 | Modernisme XIX                                                   | Igualada C. Sant Magí, 56 - pg. Verdaguer                          | 41° 34′ 57″ N, 1° 37′ 02″ E / 41.582452°N,1.617240°E | IPA-5770      | Casa al carrer Sant Magí, 56 (Igualada) · Vegeu més fotos d'aquest monument · Carregueu una nova foto d'aquest monument                        |
| Conjunt del passatge de Sant Miquel, carreró de Sant Miquel                                           | BCIL 2005       | Obra popular XIII-XIV                                            | Igualada                                                           | 41° 34′ 42″ N, 1° 37′ 05″ E / 41.578366°N,1.618115°E | IPA-5771      | Conjunt del passatge de Sant Miquel (Igualada) · Vegeu més fotos d'aquest monument · Carregueu una nova foto d'aquest monument                 |
| Plaça Sant Miquel                                                                                     |                 | Obra popular XX                                                  | Igualada Pl. Sant Miquel                                           | 41° 34′ 41″ N, 1° 37′ 04″ E / 41.578059°N,1.617801°E | IPA-5773      | Plaça Sant Miquel (Igualada) · Vegeu més fotos d'aquest monument · Carregueu una nova foto d'aquest monument                                   |
| Casa Padró i Serrals                                                                                  |                 | Obra popular XVI-XX                                              | Igualada Pl. Sant Miquel, 5 - pg. de les Cabres, 30-31             | 41° 34′ 41″ N, 1° 37′ 04″ E / 41.578005°N,1.617881°E | IPA-5775      | Casa Padró i Serrals (Igualada) · Vegeu més fotos d'aquest monument · Carregueu una nova foto d'aquest monument                                |
| Antiga adoberia Josep Aguilera                                                                        |                 | Modernisme XX                                                    | Igualada Baixada de Sant Nicolau, 1-3                              | 41° 34′ 43″ N, 1° 36′ 53″ E / 41.578513°N,1.614756°E | IPA-5776      | Antiga adoberia Josep Aguilera (Igualada) · Vegeu més fotos d'aquest monument · Carregueu una nova foto d'aquest monument                      |
| Cal Boyer, Museu Comarcal de l'Anoia                                                                  | BCIL 2005       | Modernisme XIX Final                                             | Igualada Baixada de Sant Nicolau                                   | 41° 34′ 38″ N, 1° 36′ 50″ E / 41.577158°N,1.613793°E | IPA-5777      | Cal Boyer (Igualada) · Vegeu més fotos d'aquest monument · Carregueu una nova foto d'aquest monument                                           |
| Escoles de l'Ateneu Igualadí                                                                          |                 | Noucentisme XX                                                   | Igualada C. Sant Pau, 9 - c. Esquiladors                           | 41° 34′ 47″ N, 1° 37′ 15″ E / 41.57969°N,1.620794°E  | IPA-5778      | Escoles de l'Ateneu Igualadí (Igualada) · Vegeu més fotos d'aquest monument · Carregueu una nova foto d'aquest monument                        |
| Ateneu Igualadí de la Classe Obrera                                                                   | BCIL 2005       | Noucentisme XIX-XX                                               | Igualada C. Sant Pau, 9                                            | 41° 34′ 46″ N, 1° 37′ 13″ E / 41.579518°N,1.620187°E | IPA-5779      | Ateneu Igualadí de la Classe Obrera (Igualada) · Vegeu més fotos d'aquest monument · Carregueu una nova foto d'aquest monument                 |
| Brollador, Banc de l'Ateneu Igualadí de la Classe Obrera                                              |                 | Modernisme XX                                                    | Igualada C. Sant Pau, 6                                            | 41° 34′ 48″ N, 1° 37′ 13″ E / 41.580036°N,1.620214°E | IPA-5780      | Brollador (Igualada) · Vegeu més fotos d'aquest monument · Carregueu una nova foto d'aquest monument                                           |
| Casa Vives o Cal Monets                                                                               | BCIL 2005       | Modernisme XX Inici                                              | Igualada C. Sant Roc, 10-14 - pg. Cabres, 41                       | 41° 34′ 41″ N, 1° 37′ 02″ E / 41.578192°N,1.617119°E | IPA-5781      | Casa Vives (Igualada) · Vegeu més fotos d'aquest monument · Carregueu una nova foto d'aquest monument                                          |
| Travessia de Sant Roc o plaça Vella                                                                   | BCIL 2005       | Obra popular XIII-XVIII                                          | Igualada Travessia de Sant Roc                                     | 41° 34′ 42″ N, 1° 37′ 03″ E / 41.578278°N,1.617455°E | IPA-5782      | Travessia de Sant Roc (Igualada) · Vegeu més fotos d'aquest monument · Carregueu una nova foto d'aquest monument                               |
| Fàbrica                                                                                               |                 | Modernisme                                                       | Igualada C. del Sol                                                | 41° 34′ 42″ N, 1° 36′ 49″ E / 41.578244°N,1.613527°E | IPA-5783      | Fàbrica al carrer del Sol (Igualada) · Vegeu més fotos d'aquest monument · Carregueu una nova foto d'aquest monument                           |
| Adoberia Sabater, edifici industrial                                                                  | BCIL 2005       | Modernisme XX Inici                                              | Igualada C. Sol, 24 - baixada de Sant Nicolau                      | 41° 34′ 40″ N, 1° 36′ 50″ E / 41.577831°N,1.614011°E | IPA-5784      | Adoberia de Cal Sabater (Igualada) · Vegeu més fotos d'aquest monument · Carregueu una nova foto d'aquest monument                             |
| Adoberia Martí Enrich                                                                                 |                 | Modernisme XX                                                    | Igualada C. del Sol, 36-38                                         | 41° 34′ 39″ N, 1° 36′ 54″ E / 41.577612°N,1.615011°E | IPA-5785      | Adoberia Martí Enrich (Igualada) · Vegeu més fotos d'aquest monument · Carregueu una nova foto d'aquest monument                               |
| Església de la Mare de Déu de la Soledat                                                              | BCIL 2014       | Historicisme neogòtic XIX                                        | Igualada C. de la Soledat, 41                                      | 41° 34′ 41″ N, 1° 37′ 17″ E / 41.578045°N,1.62151°E  | IPA-5786      | Església de la Mare de Déu de la Soledat (Igualada) · Vegeu més fotos d'aquest monument · Carregueu una nova foto d'aquest monument            |
| Cal Sistaré                                                                                           | BCIL 2005       | Modernisme XX Inici                                              | Igualada C. Soledat, 10                                            | 41° 34′ 41″ N, 1° 37′ 13″ E / 41.578067°N,1.620411°E | IPA-5787      | Cal Sistaré (Igualada) · Vegeu més fotos d'aquest monument · Carregueu una nova foto d'aquest monument                                         |
| Casa Noguera                                                                                          |                 | Modernisme XX                                                    | Igualada C. Soledat, 14                                            | 41° 34′ 41″ N, 1° 37′ 14″ E / 41.578069°N,1.620582°E | IPA-5788      | Casa Noguera (Igualada) · Vegeu més fotos d'aquest monument · Carregueu una nova foto d'aquest monument                                        |
| Casa Massagué                                                                                         | BCIL 2005       | Modernisme XX Inici                                              | Igualada C. Soledat, 32                                            | 41° 34′ 41″ N, 1° 37′ 16″ E / 41.577993°N,1.621185°E | IPA-5789      | Casa Massagué (Igualada) · Vegeu més fotos d'aquest monument · Carregueu una nova foto d'aquest monument                                       |
| Edifici d'habitatges al carrer Soledat, 53                                                            | BCIL 2005       | Modernisme XX Inici                                              | Igualada C. Soledat, 53                                            | 41° 34′ 40″ N, 1° 37′ 19″ E / 41.577915°N,1.622033°E | IPA-5790      | Edifici d'habitatges al carrer Soledat (Igualada) · Vegeu més fotos d'aquest monument · Carregueu una nova foto d'aquest monument              |
| Edifici d'habitatges al carrer Soledat, 57                                                            |                 | Obra popular XVIII                                               | Igualada C. Soledat, 57 (desaparegut)                              |                                                      | IPA-5791      | Carregueu una nova foto d'aquest monument |
| Casa Balcells, Cal Gallinaire                                                                         | BCIL 2005       | Modernisme XX Inici                                              | Igualada C. Soledat, 66                                            | 41° 34′ 40″ N, 1° 37′ 20″ E / 41.57775°N,1.622339°E  | IPA-5792      | Casa Balcells (Igualada) · Vegeu més fotos d'aquest monument · Carregueu una nova foto d'aquest monument                                       |
| Cal Granotes, Museu Comarcal de l'Anoia                                                               | BCIL 2005       | Obra popular XVIII                                               | Igualada Baixada de la Unió                                        | 41° 34′ 35″ N, 1° 36′ 55″ E / 41.57649°N,1.615416°E  | IPA-5793      | Cal Granotes (Igualada) · Vegeu més fotos d'aquest monument · Carregueu una nova foto d'aquest monument                                        |
| Antiga Fàbrica Rovira                                                                                 |                 | Modernisme XX                                                    | Igualada Av. Vilanova, 2-4-6 (desaparegut)                         | 41° 34′ 34″ N, 1° 37′ 46″ E / 41.576045°N,1.629411°E | IPA-5794      | Carregueu una nova foto d'aquest monument |
| Torre Roura, o Mas Margarida                                                                          |                 | Modernisme XX                                                    | Igualada Av. Vilanova, 8-10                                        | 41° 34′ 32″ N, 1° 37′ 48″ E / 41.575621°N,1.629945°E | IPA-5795      | Torre Roura (Igualada) · Vegeu més fotos d'aquest monument · Carregueu una nova foto d'aquest monument                                         |
| Molí de l'Abadia o de l'Alert                                                                         | BCIL 2005       | Obra popular XII                                                 | Igualada Al final del Rec                                          | 41° 34′ 25″ N, 1° 37′ 53″ E / 41.573565°N,1.631472°E | IPA-5796      | Molí de l'Abadia (Igualada) · Vegeu més fotos d'aquest monument · Carregueu una nova foto d'aquest monument                                    |
| Can Roca de la Pedrissa                                                                               | BCIL 2005       | Obra popular XVIII                                               | Igualada Ctra. d'Igualada a Osona                                  | 41° 35′ 47″ N, 1° 37′ 58″ E / 41.596486°N,1.632885°E | IPA-5797      | Can Roca de la Pedrissa (Igualada) · Vegeu més fotos d'aquest monument · Carregueu una nova foto d'aquest monument                             |
| Antiga Fàbrica de Guix                                                                                |                 | Obra popular                                                     | Igualada Ctra. de Prats de Rei, km 18,7 (desapareguda)             | 41° 35′ 42″ N, 1° 37′ 06″ E / 41.59493°N,1.61844°E   | IPA-5798      | Carregueu una nova foto d'aquest monument |
| Aqüeducte de l'Espelt, amb dipòsit d'aigua, airejador, mina, pont Gran i Xic                          | BCIL 2005       | Obra popular XIX                                                 | Igualada i Òdena Ctra. N-II, km 556, sobre el torrent de Valldaura | 41° 35′ 31″ N, 1° 36′ 25″ E / 41.591868°N,1.606817°E | IPA-5867      | Aqüeductes de l'Espelt (Igualada i Òdena) · Vegeu més fotos d'aquest monument · Carregueu una nova foto d'aquest monument                      |
| Casa Palmes                                                                                           |                 | Modernisme XX                                                    | Igualada C. de la Soledat, 86                                      | 41° 34′ 39″ N, 1° 37′ 23″ E / 41.577602°N,1.623034°E | IPA-6718      | Casa Palmes (Igualada) · Vegeu més fotos d'aquest monument · Carregueu una nova foto d'aquest monument                                         |
| Farmàcia Bausili                                                                                      | BCIL 2005       | Modernisme XIX                                                   | Igualada C. del Born, 9                                            | 41° 34′ 44″ N, 1° 37′ 05″ E / 41.578956°N,1.618036°E | IPA-6719      | Farmàcia Bausili (Igualada) · Vegeu més fotos d'aquest monument · Carregueu una nova foto d'aquest monument                                    |
| Magolla de la creu de terme de Capdevila                                                              |                 | Gòtic XV                                                         | Igualada Museu de la Pell, c. Dr. Joan Mercader                    |                                                      | IPA-30651     | Magolla de la creu de terme de Capdevila (Igualada) · Vegeu més fotos d'aquest monument · Carregueu una nova foto d'aquest monument            |
| Cooperativa Agrícola                                                                                  |                 | Obra popular XIX                                                 | Igualada                                                           |                                                      | IPA-37855     | Cooperativa Agrícola (Igualada) · Vegeu més fotos d'aquest monument · Carregueu una nova foto d'aquest monument                                |
| Forn de calç del torrent de l'Espelt                                                                  |                 | Obra popular                                                     | Igualada                                                           | 41° 35′ 17″ N, 1° 36′ 09″ E / 41.588119°N,1.602386°E | IPA-40674     | Forn de calç del torrent de l'Espelt (Igualada) · Vegeu més fotos d'aquest monument · Carregueu una nova foto d'aquest monument                |
| Cal Fanalé                                                                                            | BCIL 2005       | Obra popular                                                     | Igualada C. del Born, 7 - c. Nou, 50                               | 41° 34′ 44″ N, 1° 37′ 04″ E / 41.579012°N,1.617828°E | IPA-40712     | Cal Fanalé (Igualada) · Vegeu més fotos d'aquest monument · Carregueu una nova foto d'aquest monument                                          |
| Xemeneia de Cal Font                                                                                  | BCIL 2005       | Obra popular                                                     | Igualada C. Galícia                                                | 41° 34′ 52″ N, 1° 37′ 05″ E / 41.581153°N,1.618107°E | IPA-40714     | Xemeneia de Cal Font (Igualada) · Vegeu més fotos d'aquest monument · Carregueu una nova foto d'aquest monument                                |
| Casa Godó                                                                                             | BCIL 2005       | Eclecticisme XX                                                  | Igualada Rambla General Vives, 4                                   | 41° 34′ 45″ N, 1° 37′ 09″ E / 41.579191°N,1.619271°E | IPA-40715     | Casa Godó (Igualada) · Vegeu més fotos d'aquest monument · Carregueu una nova foto d'aquest monument                                           |
| Cal Farran                                                                                            | BCIL 2005       | Neoclassicisme XX                                                | Igualada C. Joan Maragall, 1                                       | 41° 34′ 57″ N, 1° 36′ 57″ E / 41.582442°N,1.615776°E | IPA-40716     | Cal Farran (Igualada) · Vegeu més fotos d'aquest monument · Carregueu una nova foto d'aquest monument                                          |
| Casa Torelló                                                                                          | BCIL 2005       | XVIII                                                            | Igualada C. Nou, 16-20                                             | 41° 34′ 45″ N, 1° 37′ 00″ E / 41.579199°N,1.616669°E | IPA-40717     | Casa Torelló (Igualada) · Vegeu més fotos d'aquest monument · Carregueu una nova foto d'aquest monument                                        |
| Xemeneia de la fàbrica de Cal Sistaré                                                                 | BCIL 2005       |                                                                  | Igualada C. del Rec, 2-6                                           | 41° 34′ 39″ N, 1° 36′ 36″ E / 41.577622°N,1.610122°E | IPA-40719     | Xemeneia de la fàbrica de Cal Sistaré (Igualada) · Vegeu més fotos d'aquest monument · Carregueu una nova foto d'aquest monument               |
| Forn de calç de la riera d'Òdena                                                                      |                 | Obra popular                                                     | Igualada Corriol de la Riera d'Òdena                               |                                                      | IPA-46016     | Carregueu una nova foto d'aquest monument |